# 卡特佩

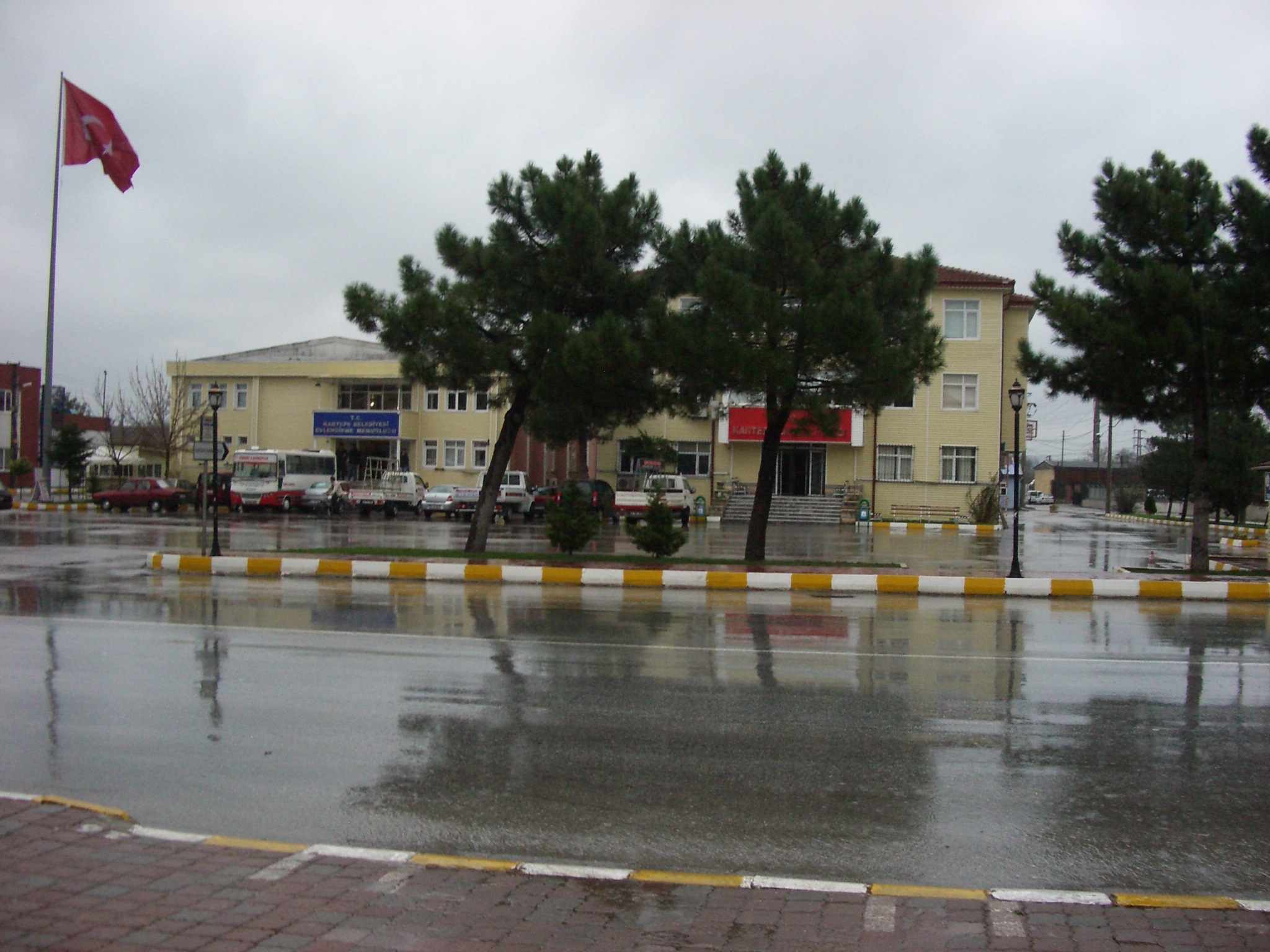
Kartepe

卡特佩是土耳其的城鎮，位於該國西北部，由科賈埃利省負責管轄，面積269平方公里，最高點海拔高度1,602米，該鎮有匈牙利國王的陵墓，2011年人口96,585。

## 外部連結
- District governor's site（页面存档备份，存于）

40°41′18″N 30°00′52″E / 40.68833°N 30.01444°E